# Pyongyang Golf Complex
Koordinaten: 38° 53′ 42″ N, 125° 26′ 6″ ODer Pyongyang Golf Complex ist ein Golfplatz, 27 km von der nordkoreanischen Hauptstadt Pjöngjang entfernt. Er wird manchmal auch als Pyongyang Golf Course bezeichnet und befindet sich in der Provinz P’yŏngan-namdo.

## Geschichte
Die Golfanlage wurde 1987 eröffnet, die Kurse und Gebäude wurden von einer japanischen Firma errichtet. Daneben gibt es hier noch ein Klubhaus, diverse Räumlichkeiten für Konferenzen u. ä. Zwecke und ein Geschäft, welches Golfartikel verkauft. Nach eigener Bezeichnung gibt es hier das beste Restaurant Nordkoreas.
Der Platz wird zumeist von ausländischen Gästen, Diplomaten und der Nomenklatura des Landes genutzt.
Das Areal ist 120 Hektar groß und kann von bis zu 100 Spielern gleichzeitig genutzt werden.

## Turniere
- 2004: Pyongyang Friendship Golf Tournament, organisiert von Koryo Tours[3]
- 2011 Turnier des britischen Reiseveranstalters Lupine Travel[4]

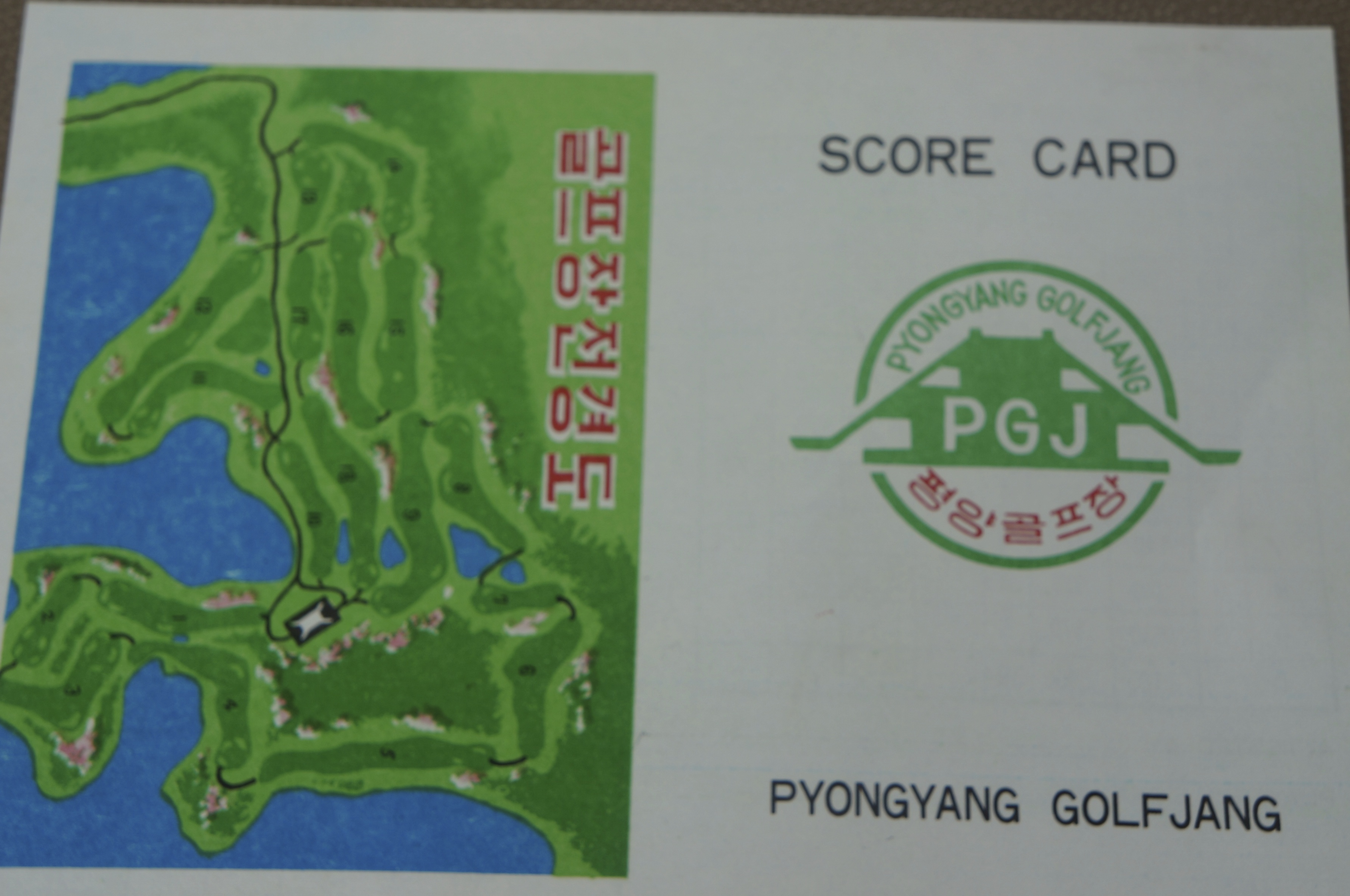
Score Card mit allen Löchern

- Score Card mit allen Löchernseit 2011: DPRK Amateur Golf Open

## Trivia
- Kim Jong-Il soll hier angeblich 38 unter Par gespielt haben[5]